# Jimmy Dorsey
James Dorsey (Shenandoah, 29 februari 1904 - New York, 12 juni 1957) was een Amerikaanse jazz klarinet- en saxofoonspeler, componist en Bigband-leider. Hij componeerde en nam de volgende jazz- en popklassiekers op: "I'm Glad There Is You (In This World of Ordinary People)" en "It's The Dreamer In Me". Andere opnames waren: "Tailspin", "John Silver", "So Many Times", "Amapola", "Brazil (Aquarela do Brasil)", "Pennies from Heaven" met Bing Crosby, Louis Armstrong, en Frances Langford, "Grand Central Getaway", en "So Rare".

## Overzicht
Jimmy Dorsey werd geboren in Shenandoah (Pennsylvania), als mijnwerkerzoon, en is de oudere broer van Tommy Dorsey, die eveneens een belangrijke muzikant werd. In zijn jeugd speelde hij trompet. In 1913 trad hij op met de J. Carson McGee's King Trumpeters. Hij stapte over op altsaxofoon in 1915, en leerde daarna ook klarinet spelen. Jimmy Dorsey speelde op een klarinet met het Albert-systeem, dat ook door de eerste jazzklarinetspelers veel gebruikt werd. Veel van zijn tijdgenoten, zoals Benny Goodman en Artie Shaw speelden op het later gebruikelijker Böhm-systeem.
- Bibsys: 4042431
- Biblioteca Nacional de España: XX873410
- Bibliothèque nationale de France: cb13893383w (data)
- Gemeinsame Normdatei: 120542617
- International Standard Name Identifier: 0000 0000 6303 5738
- Library of Congress Control Number: n82077171
- Nationale Bibliotheek van Letland: 000310137
- MusicBrainz: 3b6956ed-37d2-4436-bf09-de901f0101e9
- Nationale Bibliotheek van Tsjechië: ola2002153741
- Nationale bibliotheek van Australië: 35805303
- Nationale Bibliotheek van Israël: 987008729109905171
- Nederlandse Thesaurus van Auteursnamen: 097287075
- Réseau des bibliothèques de Suisse occidentale: 02-A005831149
- Istituto Centrale per il Catalogo Unico: UBOV556240
- SNAC: w63x8q17
- Système universitaire de documentation: 156479796
- Trove: 1095409
- Virtual International Authority File: 22327067
- WorldCat: E39PBJqw7QcRyGDq8pRtcFt3Qq